# Louis Verbruggen
Pour les articles homonymes, voir Verbruggen.
Louis Verbruggen, né le 20 juillet 1928 et décédé le 15 février 2002, est un joueur de football international belge qui évoluait au poste d'attaquant. Il dispute la quasi-totalité de sa carrière à l'Antwerp, où il remporte un titre de champion de Belgique et une Coupe de Belgique.

## Carrière
Enfant, Louis Verbruggen s'affilie au Royal Antwerp Football Club, le plus ancien club de football de Belgique. Après la Seconde Guerre mondiale, il est intégré au noyau de l'équipe première et joue son premier match le 19 août 1945 en déplacement au Sint-Niklaassche SK, remporté 3-4. Durant deux saisons, il joue relativement peu, à peine douze matches par an. À partir de la saison 1947-1948, il dispute plus de rencontres et inscrit neuf buts en 17 matches. 
Il devient titulaire dans l'attaque anversoise dès l'année suivante et honore sa première sélection internationale le 2 octobre 1949 face à la Suisse. Il monte au jeu après une demi-heure et inscrit les deux premiers buts de l'équipe belge peu après l'heure de jeu. Durant encore une décennie, il emmène l'attaque anversoise et inscrit plus de 130 buts toutes compétitions confondues. 
Avec son coéquipier offensif Constant De Backker, il participe activement à la conquête de la Coupe de Belgique 1954-1955, première victoire du club dans la compétition, grâce à ses deux buts en finale contre Waterschei. Deux ans plus tard, il remporte le titre de champion de Belgique, le quatrième pour le club. Cela lui permet de découvrir la Coupe des clubs champions la saison suivante, où le club ne peut rien contre le Real Madrid, tenant du titre et futur vainqueur.
En 1959, Louis Verbruggen quitte l'Antwerp et rejoint l'Olympic de Charleroi, où il joue encore deux ans avant de prendre sa retraite sportive.

## Palmarès
- 1 fois champion de Belgique en 1957 avec le Royal Antwerp Football Club.
- 1 fois vainqueur de la Coupe de Belgique en 1955 avec le Royal Antwerp Football Club.

## Statistiques
| Saison                | Club                  | Championnat           | Championnat | Championnat | Coupe(s) nationale(s) | Coupe(s) nationale(s) | Compétition(s) continentale(s) | Compétition(s) continentale(s) | Compétition(s) continentale(s) | Belgique | Belgique | Total | Total |
| Saison                | Club                  | Division              | M.          | B.          | M.                    | B.                    | Comp.                          | M.                             | B.                             | M.       | B.       | M.    | B.    |
| 1945-1946             | R. Antwerp FC         | Division 1            | 12          | 2           | 0                     | 0                     | -                              | 0                              | 0                              | 0        | 0        | 12    | 2     |
| 1946-1947             | R. Antwerp FC         | Division 1            | 12          | 1           | 0                     | 0                     | -                              | 0                              | 0                              | 0        | 0        | 12    | 1     |
| 1947-1948             | R. Antwerp FC         | Division 1            | 17          | 9           | 0                     | 0                     | -                              | 0                              | 0                              | 0        | 0        | 17    | 9     |
| 1948-1949             | R. Antwerp FC         | Division 1            | 30          | 12          | 0                     | 0                     | -                              | 0                              | 0                              | 0        | 0        | 30    | 12    |
| 1949-1950             | R. Antwerp FC         | Division 1            | 29          | 16          | 0                     | 0                     | -                              | 0                              | 0                              | 2        | 2        | 31    | 18    |
| 1950-1951             | R. Antwerp FC         | Division 1            | 26          | 9           | 0                     | 0                     | -                              | 0                              | 0                              | 0        | 0        | 26    | 9     |
| 1951-1952             | R. Antwerp FC         | Division 1            | 30          | 18          | 0                     | 0                     | -                              | 0                              | 0                              | 1        | 1        | 31    | 19    |
| 1952-1953             | R. Antwerp FC         | Division 1            | 20          | 4           | 0                     | 0                     | -                              | 0                              | 0                              | 0        | 0        | 20    | 4     |
| 1953-1954             | R. Antwerp FC         | Division 1            | 26          | 13          | 0                     | 0                     | -                              | 0                              | 0                              | 0        | 0        | 26    | 13    |
| 1954-1955             | R. Antwerp FC         | Division 1            | 21          | 7           | 5                     | 6                     | -                              | 0                              | 0                              | 0        | 0        | 26    | 13    |
| 1955-1956             | R. Antwerp FC         | Division 1            | 26          | 8           | 3                     | 0                     | -                              | 0                              | 0                              | 0        | 0        | 29    | 8     |
| 1956-1957             | R. Antwerp FC         | Division 1            | 28          | 11          | 0                     | 0                     | -                              | 0                              | 0                              | 0        | 0        | 28    | 11    |
| 1957-1958             | R. Antwerp FC         | Division 1            | 26          | 9           | 0                     | 0                     | C1                             | 2                              | 0                              | 0        | 0        | 28    | 9     |
| 1958-1959             | R. Antwerp FC         | Division 1            | 17          | 11          | 0                     | 0                     | -                              | 0                              | 0                              | 0        | 0        | 17    | 11    |
| Sous-total            | Sous-total            | Sous-total            | 320         | 130         | 8                     | 6                     | -                              | 2                              | 0                              | 3        | 3        | 333   | 139   |
| 1959-1960             | Olympic Charleroi     | Division 1            | -           | -           | 0                     | 0                     | -                              | 0                              | 0                              | 0        | 0        | 0     | 0     |
| 1960-1961             | Olympic Charleroi     | Division 1            | -           | -           | 0                     | 0                     | -                              | 0                              | 0                              | 0        | 0        | 0     | 0     |
| Sous-total            | Sous-total            | Sous-total            | -           | -           | -                     | -                     | -                              | 0                              | 0                              | 0        | 0        | 0     | 0     |
| Total sur la carrière | Total sur la carrière | Total sur la carrière | 320         | 130         | 8                     | 6                     | -                              | 2                              | 0                              | 3        | 3        | 333   | 139   |

## Sélections internationales
Louis Verbruggen compte trois sélections en équipe nationale belge. Pour son premier match avec les « Diables Rouges », le 2 octobre 1949 face à la Suisse, il est remplaçant et entre au jeu après une demi-heure à la place d'Albert Dehert et inscrit les deux premiers buts du match peu après l'heure de jeu. Il inscrit encore un but lors de sa troisième et dernière cape, le 25 novembre 1951 contre les Pays-Bas.
| Date       | Compétition  | Adversaire | Lieu      | Score | Remarque    |
| ---------- | ------------ | ---------- | --------- | ----- | ----------- |
| 2/10/1949  | Match amical | Suisse     | Bruxelles | 3-0   | 30e 61e 68e |
| 6/11/1949  | Match amical | Pays-Bas   | Rotterdam | 0-1   |             |
| 5/03/1950  | Match amical | Italie     | Bologne   | 3-1   |             |
| 25/11/1951 | Match amical | Pays-Bas   | Rotterdam | 6-7   | 46e         |